# 黄少春
黄少春（1831年—1911年），字芍岩，湖南宁乡人，晚清將領。
少孤苦，為太平天国军队所虜為兵，後降清加入左宗棠湘軍，善用大刀，年未三十即積戰功任浙江提督。
1864年六月，太平天国堵王黃文金護衛洪天貴福逃出天京，於浙江淳安遇黄少春所率湘軍，黃文金身被十餘刃陣亡。其后黄少春又領浙兵於1866年初平定太平軍殘部於廣東。
光绪六年（1880年）清政府任命黄少春负责浙江防务，后在中法战争中奉命驰援广西。光绪二十年（1894年），调任長江水師提督，甲午战争战后任福建陆路提督，加太子太保衔。庚子事变时曾率军勤王，在河北获鹿一带抵御八国联军。